# 普里皮亚季河

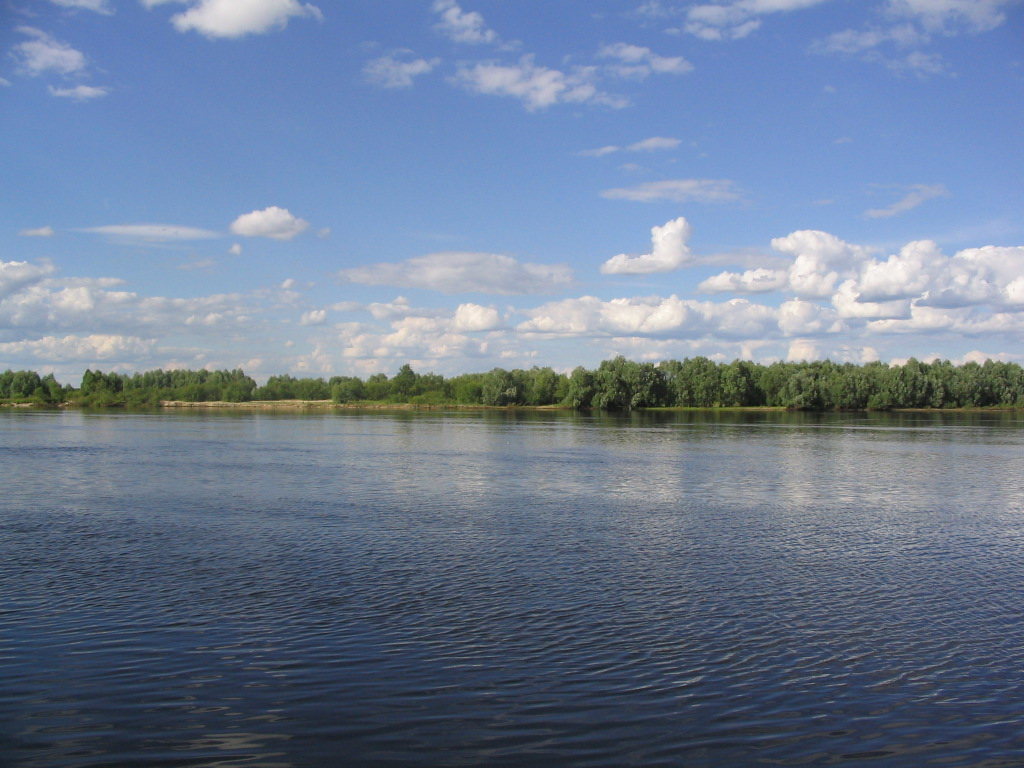

普里皮亚季河（羅馬化：Prypiat，羅馬化：Prypyats）是第聂伯河的支流，流经乌克兰和白俄罗斯，全长约710公里。普里皮亚季河流域及其支流流域形成了欧洲最大的天然湿地平斯克沼泽。